# Madeleine Vionnet

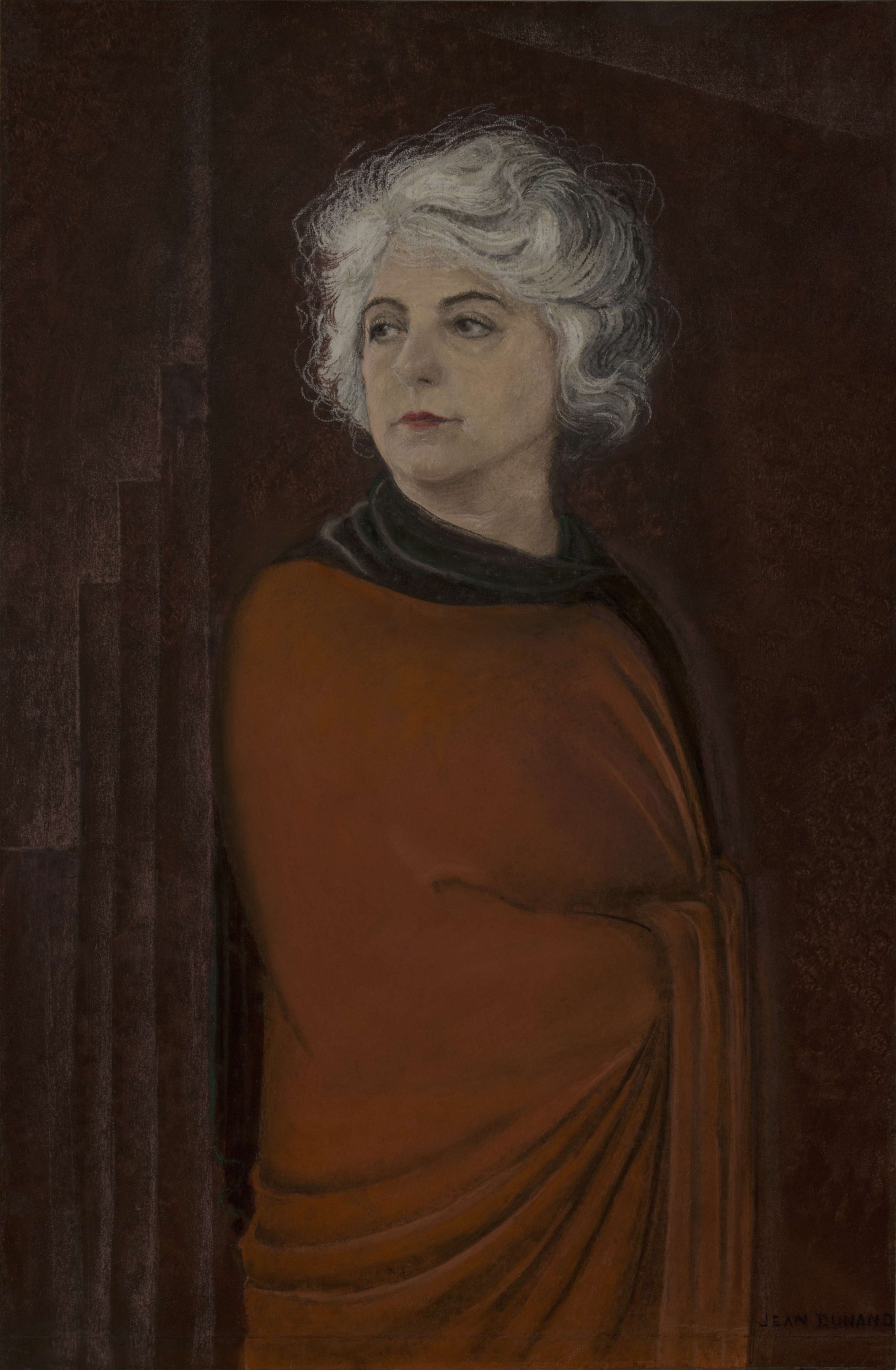
DUNAND Jules John - Madeleine VIONNET

Madeleine Marie Valentine Vionnet (* 22. Juni 1876 in Chilleurs-aux-Bois, Département Loiret; † 2. März 1975 in Paris) war eine französische Modeschöpferin der Haute Couture, die vor allem für ihre Kleiderentwürfe im Diagonalschnitt berühmt wurde.

## Leben
Madeleine Marie Vionnet wurde als Tochter von Marie Gardembois und dem Zollbeamten Abel Vionnet in Chilleurs-aux-Bois bei Orléans geboren, wuchs aber an der französisch-schweizerischen Grenze in Aubervilliers im Département Jura auf. Nach der Trennung ihrer Eltern 1879 wurde sie von ihrem Vater erzogen, der sie schon früh bei einer Spitzenklöpplerin in die Ausbildung gab.

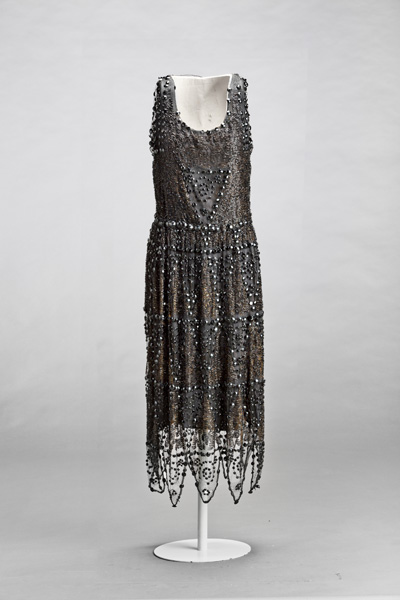
Kleid von Madeleine Vionnet, ca. 1921–1930.

Nach einer kurzen Ehe ging Vionnet nach England und fand eine Anstellung bei der erfolgreichen Londoner Schneiderin Kate Reily, die die Damen der englischen Aristokratie einkleidete. Zurück in Paris, arbeitete Vionnet von 1901 bis 1906 als Zuschneiderin von Nesseltuch und Schnittenwerferin für die lizenzierten Modelle im Modeatelier Callot Soeurs. Im Gegensatz zu den Autodidaktinnen Elsa Schiaparelli und Coco Chanel lernte sie somit das Entwerfen und Schneidern von der Pike auf. Im Jahr 1907 wurde sie Designerin bei Jacques Doucet, der auch schon Paul Poiret beschäftigt hatte.
Mit einem Startkapital von 100.000 gesparten und 200.000 geliehenen Francs konnte sie im Jahr 1912 ihren eigenen Salon in der Pariser Rue de Rivoli eröffnen, den sie wegen des Kriegsausbruchs jedoch 1914 bereits wieder schließen musste. Vionnet zog vorübergehend nach Rom. Ihre dortigen Erfahrungen und Studien des antiken Griechenlands beeinflussten ihr Werk nachhaltig. 1923 eröffnete Vionnet ihren antikisierend eingerichteten Salon erneut, diesmal im Pariser Modeviertel auf der Avenue Montaigne. Vionnets Unternehmen wuchs trotz der Weltwirtschaftskrise an. 1932 umfasste es 21 Ateliers und eine zweite Boutique in Biarritz.

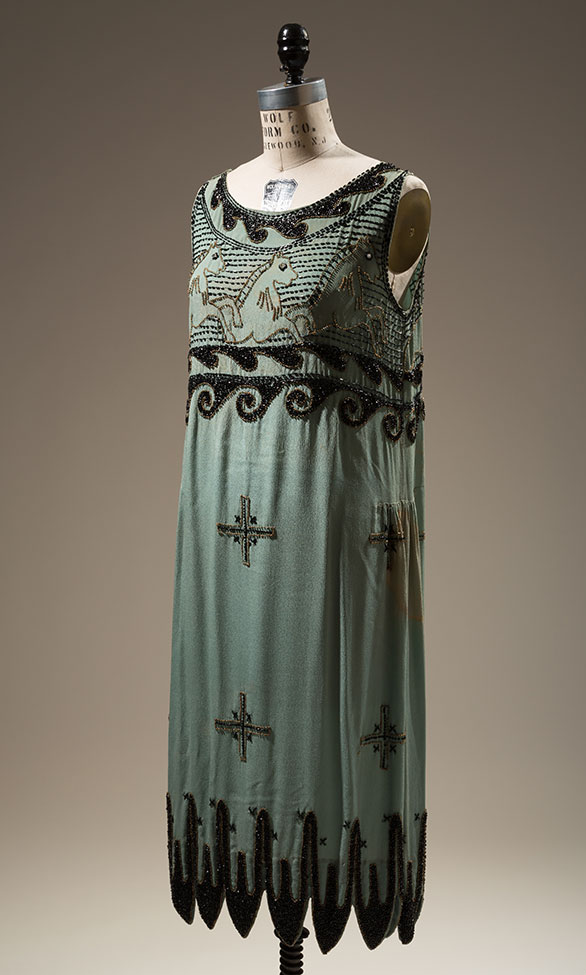
Unlizenziertes Plagiat von Vionnets „Little Horses“-Kleid, 1925.

Modellentwürfe für Lizenzen lehnte sie weitgehend ab. Trotz anhaltender Versuche, das Plagiieren ihrer Entwürfe in Frankreich und den USA zu unterbinden – darunter ein gewonnener Rechtsstreit – bedeutete dieses weitverbreitete Problem für Vionnet wie für Chanel und andere Modehäuser hohe Verluste.
1939 wurde Vionnet mit dem Orden der Légion d’Honneur ausgezeichnet. Nach Ausbruch des Zweiten Weltkrieges musste das Haus Vionnet im Jahr 1940 endgültig schließen. Vionnet zog sich gänzlich in ihr Bauernhaus in Cély zurück, von wo sie nach Kriegsende Unterricht im Diagonalschnitt gab. Unter anderem unterrichtete sie Marcelle Chaumont (1891–1990) und Jacques Griffe.
Madeleine Vionnet starb im Jahr 1975 kurz vor Vollendung ihres 99. Lebensjahres.

### Privatleben
Mit 18 heiratete Vionnet Emile Dépoutot; das gemeinsame Kind starb im Kindbett 1895. 1898 wurde die Ehe wieder geschieden. 1923 heiratete Vionnet erneut, diesmal den 18 Jahre jüngeren russischen Offizier Dimitri Netchvolodoff, dem sie die Verantwortung für ein Schuhgeschäft übertrug, an dem er aber bald das Interesse verlor. Die Ehe blieb kinderlos und wurde 1943 geschieden.

## Stil
Ebenso wie Paul Poiret verzichtete Vionnet von Beginn ihrer Karriere an auf das Korsett.
In den 1930er Jahren änderte Vionnet ihre Linie, wobei sie ins Romantische ging: Kleider mit angesetzten weiten Röcken aus Tüll und Gaze, entfernt inspiriert von den Moden aus der Mitte des 19. Jahrhunderts, mit den langen, weiten und durch Krinolinen gestützten Röcken, jedoch mit bewegungsfreundlichen Schnitten.

### Arbeitsweise
Vionnet nahm besondere Rücksicht auf die räumliche Wirkung eines Kleides und fertigte deshalb bereits die erste „Skizze“ als körperhaftes Gebilde im Raum an, nie als zweidimensionale Zeichnung auf dem Papier.
Bei der von Anfang an praktischen Arbeit mit dem Stoff, den sie an einer Holzpuppe von allen Seiten gestaltete, entstanden so die Vionnet-typischen Draperien. Madeleine Vionnet erprobte alle Schnitte immer zuerst mit einfachem Nesseltuch an einer ca. 80 cm hohen Puppe aus Palisanderholz. Sie arbeitete solange an einem Entwurf, bis er ihr gefiel, dann übergab sie das Werk an eine Assistentin, welche für eine Anfertigung des Schnitts in Originalgröße sorgte. Zugunsten eines edlen Faltenwurfs verwendete Vionnet vorrangig sehr elegant fallende Stoffe wie Crêpe Romain, Crêpe de Chine, Seidenmusselin und Charmeuse. Auf diese Art und Weise entwickelte Madeleine Vionnet ein völlig neues Profil für Damenkleidung.

### Körper und Schnitt
Einem klassischen Künstler gleich, ging es ihr um die Realisierung eines zeitenthobenen Schönheitsbegriffs, wozu sie sich der Haute Couture, der „Hohen Schneiderkunst“, im wahrsten Sinne des Wortes bediente. Ihre herausragende Leistung bestand aus ihrem neuartigen Umgang (Diagonalschnitt) mit dem Stoff: Die Kleider wirkten, als hätten sie eine Art Eigenleben, umflossen den Körper ihrer Trägerin und vollzogen dessen Bewegungen nach.
Sie hatte das Bestreben, eine zeitlose Schönheit zu schaffen, und positionierte sich damit ihrer Meinung nach als außerhalb der Mode agierend:

« Si l’on peut dire qu’il existe une école Vionnet, c’est surtout parce que je me suis montrée une ennemie de la mode. Il y a dans les caprices saisonniers, fugitifs, un élément superficiel et instable qui choque mon sens de la beauté. »

„Wenn man sagen kann, dass eine Vionnet-Schule existiert, dann vor allem, weil ich eine Feindin der Mode war. In den saisonalen, flüchtigen Launen steckt ein oberflächliches und instabiles Element, das meinen Schönheitssinn beleidigt.“

### Diagonalschnitt
Madeleine Vionnet gilt als Erfinderin des Diagonalschnitts, bei welchem der Stoff, statt dem Fadenlauf folgend zugeschnitten zu werden, schräg verlaufend verarbeitet wird. Der Diagonalschnitt ist noch heute eine der wichtigsten Techniken der Haute Couture. Modehistoriker sind sich heute allerdings auch einig darüber, dass bereits vorher einige im Diagonalschnitt gefertigte Teile existierten, sodass Vionnet diesen Schnitt nicht neu entwickelt hat, sondern ihn vielmehr perfektionierte. Issey Miyake verglich ihre Roben einmal mit der Nike von Samothrake: „Als ich das erste Mal ein Kleid von Madeleine Vionnet sah, dachte ich an eine Reinkarnation der Nike-Statue. Madame Vionnet hatte den schönsten Aspekt der klassischen griechischen Ästhetik eingefangen, nämlich den Körper und die Bewegung.“

### Inspiration

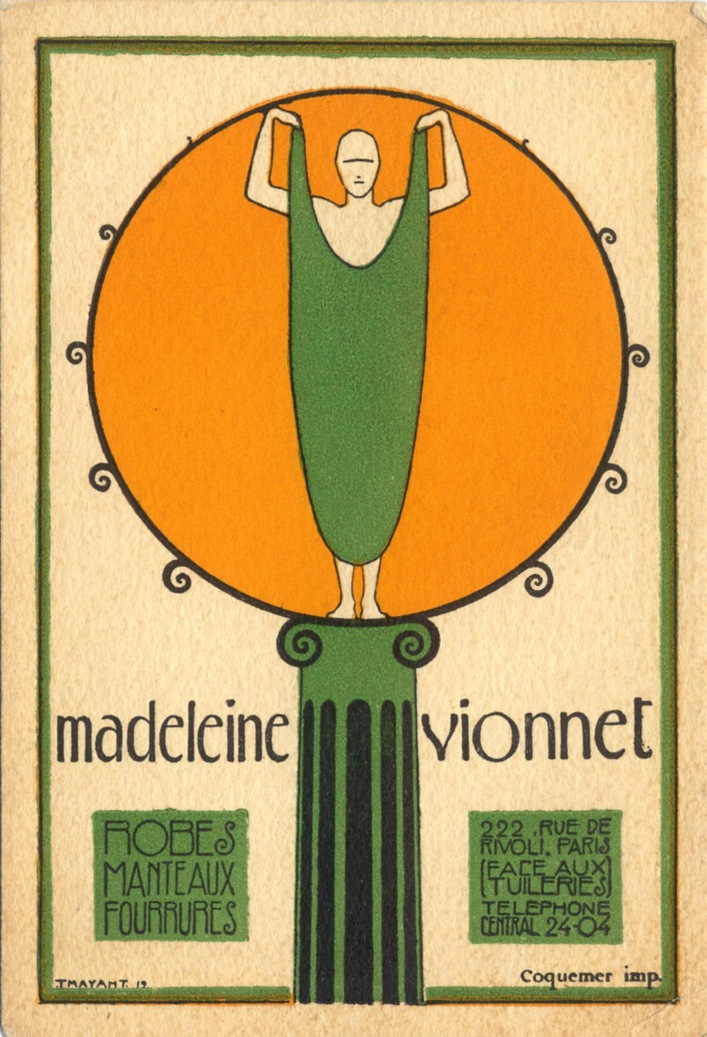
Thayaht: Logo von Vionnets Salon, ca. 1912–1914.

Nachdem sich Vionnet zu Beginn ihrer Karriere vom Kimono inspirieren ließ, waren ihre Entwürfe bald überwiegend von einem griechisch-antikisierenden Schönheitsideal geprägt. Ihr Interesse daran weckte wahrscheinlich die Tänzerin Isadora Duncan, die den künstlerischen Tanz im Sinne des altgriechischen Chortanzes umgestaltete. Auch Vionnets Aufenthalt in Rom trug dazu bei.
Ihre solcherart drapierten Kleider übten wiederum einen großen Einfluss auf junge Designerinnen wie Claire McCardell und Elizabeth Hawes aus. Die antike griechische Kleidung bestand v. a. aus Drapierungen und wurde nicht genäht, daher konnte der Faltenwurf schlicht und gerade aber bei Bewegung auch außerordentlich reich und bewegt sein.
Vionnet interessierte sich aber auch für zeitgenössische Kunst, insbesondere den Futurismus; so entwarf etwa der Künstler Thayaht ihr Logo.

### Schönheitsideal
Ihre Kleider verlangten einen schlanken, straffen Körper – allerdings einen Körper, der durch Bewegung in Form gehalten wird und nicht durch ein Korsett. Ihre Kundinnen sollten hochgewachsen, schlank, blond und attraktiv sein: „Wenn ich eine hässliche, untersetzte oder fettleibige Frau bei mir im Salon sähe, würde ich sie hinauswerfen.“

### Einfluss
Vionnet beeinflusste unter anderem Azzedine Alaïa, Comme des Garçons, Issey Miyake, John Galliano, Yohji Yamamoto und Claire McCardell.

## Die Marke Vionnet heute
Nachdem Madeleine Vionnet im August 1939 ihre Abschiedskollektion gezeigt hatte und im Jahr 1952 ihre Entwürfe der Union Française des Arts du Costume (UFAC) (heute Les Arts Décoratifs) vermachte, lag die Marke Vionnet jahrzehntelang still.
1988 kaufte der französische Unternehmer Guy de Lummen, damals ein Balmain-Manager, die Rechte an der Marke Vionnet. Er eröffnete 1996 an der Pariser Place Vendôme ein Vionnet-Ladengeschäft mit Accessoires und einem Damenparfüm namens Haute Couture. Es folgten die Parfüms MV (1998) und MV Green (2000). Mitte 2006 ernannte de Lummens Sohn Arnaud die Designerin Sophia Kokosalaki (* 1974) zur Kreativdirektorin von Vionnet. Die Modekollektion wurde exklusiv über die amerikanische Modekette Barneys New York und das Ladengeschäft an der Place Vendôme verkauft. Kokosalaki wurde 2007 für eine Saison von Marc Audibet (* 1955) abgelöst. Im Anschluss engagierte de Lummen für Vionnet Designer, deren Namen er nicht öffentlich machte, um die Marke in den Vordergrund zu stellen. Als Investor konnte de Lummen Matteo Marzotto gewinnen.
2009 kaufte Matteo Marzotto zusammen mit Gianni Castiglioni, dem Ehemann von Consuelo Castiglioni, das Unternehmen und etabliert die Vionnet SpA mit Sitz in Mailand. Rodolfo Paglialunga benannte er zum Chefdesigner. Ende 2011 wurden die Zwillingsschwestern Barbara und Lucia Croce mit dem Design der Vionnet-Mode betraut und ein Flagshipstore in Mailand eröffnet.
Anfang 2012 übernahm die kasachische Unternehmerin Goga Ashkenazi die Marke Vionnet. Seit 2013 ist Vionnet bei den Prêt-à-porter-Modenschauen der Paris Fashion Week vertreten. 2014 stellte sie den Designer Hussein Chalayan ein, um eine Demi-Couture-Kollektion für Vionnet zu entwerfen. Ab 2015 übernahm Chalayan für die Saison 2016 auch die Kreation der Prêt-à-porter-Kollektion. 2018 löste Ashkenazi die Marke auf mit dem Plan, das Label mit einem Fokus auf Nachhaltigkeit nach ein bis zwei Jahren wiederzueröffnen.

## Ausstellungen
- 1973/74: The 10's, the 20's, the 30's : Inventive clothes, 1909–1939. New York, Metropolitan Museum of Art
- 1995: Madeleine Vionnet: Les Années d'Innovation 1919–1939. Lyon, Musee des Tissus[11]
- 2010: Madeleine Vionnet: puriste de la mode. Paris, Musée des Arts Décoratifs[6]